# Гомотопия
Гомото́пия — семейство непрерывных отображений {\displaystyle F_{t}\colon X\to Y,\;t\in [0,1]}, непрерывно зависящих от параметра, более точно — непрерывное отображение {\displaystyle F\colon [0,1]\times X\to Y}.

## Связанные определения
- Отображения {\displaystyle f,g\colon X\to Y} называются гомотопными ({\displaystyle g\sim f}), если существует гомотопия {\displaystyle f_{t}} такая, что {\displaystyle f_{0}=f} и {\displaystyle f_{1}=g}.
  - Это задаёт отношение эквивалентности между непрерывными отображениями {\displaystyle X\to Y}.

- Гомотопическая эквивалентность топологических пространств {\displaystyle X} и {\displaystyle Y} — пара непрерывных отображений {\displaystyle f\colon X\to Y} и {\displaystyle g\colon Y\to X} такая, что {\displaystyle f\circ g\sim \operatorname {id} _{Y}} и {\displaystyle g\circ f\sim \operatorname {id} _{X}}, здесь {\displaystyle \sim } обозначает гомотопность отображений. В этом случае также говорят, что {\displaystyle X} с {\displaystyle Y} имеют один гомотопический тип.
  - Если {\displaystyle X} и {\displaystyle Y} гомеоморфны ({\displaystyle X\simeq Y}), то они гомотопически эквивалентны; обратное в общем случае неверно.

- Гомотопический инвариант — характеристика пространства, которая сохраняется при гомотопической эквивалентности топологических пространств; то есть если два пространства гомотопически эквиваленты, то они имеют одинаковую характеристику. Например: связность, фундаментальная группа, эйлерова характеристика.
- Если на некотором подмножестве {\displaystyle A\subset X,\;F(t,a)=f(a)} для всех {\displaystyle t} при {\displaystyle a\in A}, то {\displaystyle F} называется гомотопией относительно {\displaystyle A}, а {\displaystyle f} и {\displaystyle g} — гомотопными относительно {\displaystyle A}.
- Отображение, гомотопное постоянному, то есть отображению в точку, называют стягиваемым, или гомотопным нулю.

## Вариации и обобщения
- Изотопия — гомотопия топологического пространства {\displaystyle X} по топологическому пространству {\displaystyle Y} {\displaystyle f_{t}\colon X\to Y,\;t\in [0,1]}, в которой при любом {\displaystyle t} отображение {\displaystyle f_{t}} является гомеоморфизмом {\displaystyle X} на {\displaystyle f_{t}(X)\subset Y}.
- Отображение {\displaystyle f\colon X\to Y} называется слабой гомотопической эквивалентностью, если оно индуцирует изоморфизм гомотопических групп. Подпространство {\displaystyle A} топологического пространства {\displaystyle X} такое, что включение {\displaystyle A\subset X} является слабой гомотопической эквивалентностью, называется репрезентативным подпространством.
- Если {\displaystyle \varphi :E\to X} и {\displaystyle \varphi ':E'\to X} есть произвольные расслоения над {\displaystyle X,} то гомотопия {\displaystyle f_{t}:E\to E'} называется послойной, если {\displaystyle \varphi 'f_{t}=\varphi .} Морфизмы {\displaystyle f,g:E\to E'} послойно гомотопны, если существует послойная гомотопия {\displaystyle f_{t}:E\to E',} для которой выполняются равенства {\displaystyle f_{0}=f} и {\displaystyle f_{1}=g.} Морфизм {\displaystyle f:E\to E'} — послойная гомотопическая эквивалентность, если существует морфизм {\displaystyle g:E'\to E} такой, что {\displaystyle gf} и {\displaystyle fg} послойно гомотопны {\displaystyle \mathrm {Id} .} Расслоения {\displaystyle E} и {\displaystyle E'} принадлежат к одному и тому же послойному гомотопическому типу, если существует хотя бы одна послойная эквивалентность {\displaystyle f:E\to E'.}